# Folsom State Prison

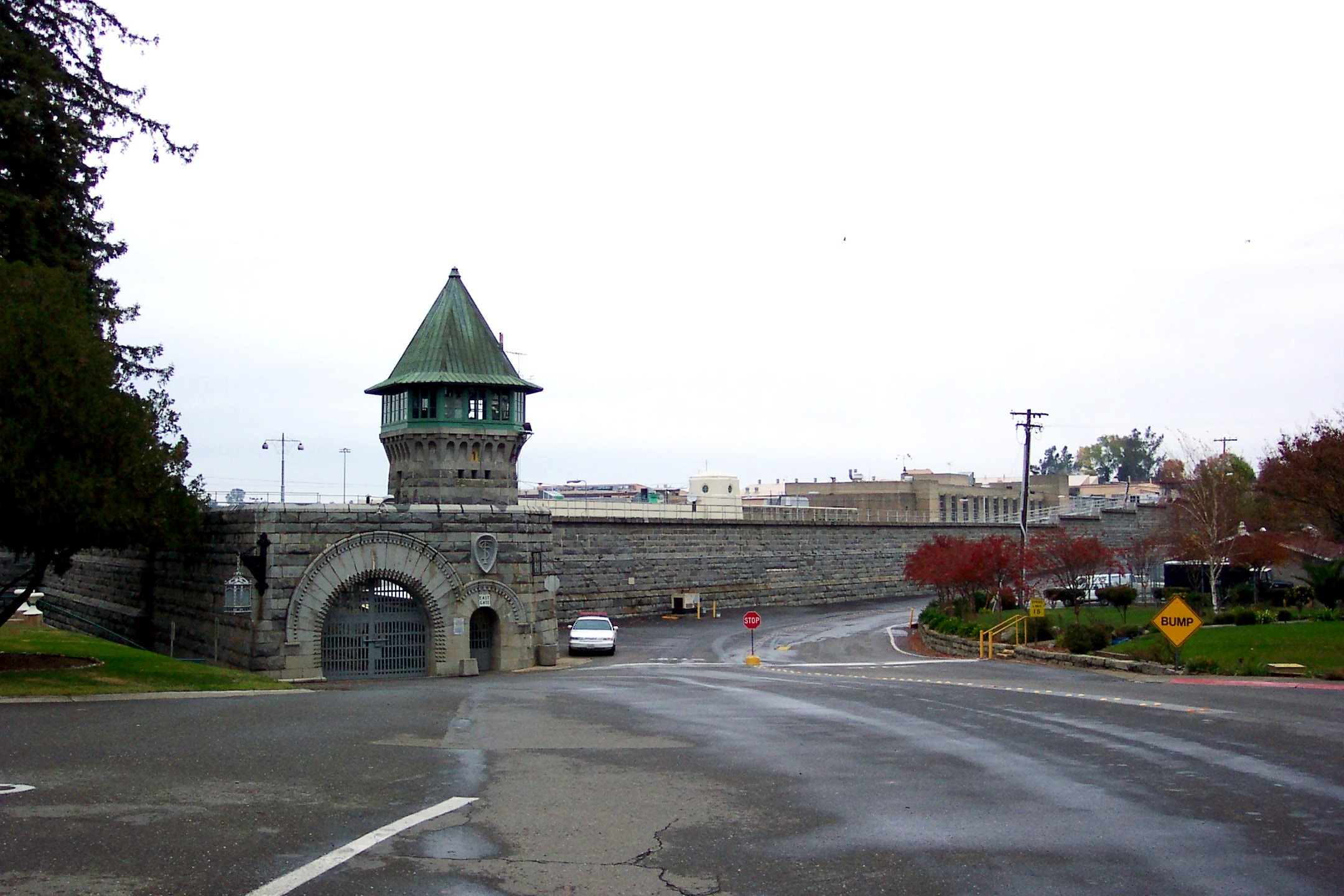
De oostelijke toegang tot de Folsom State Prison

Folsom State Prison (FSP) is een gevangenis in de Amerikaanse staat Californië. Het ligt 32 kilometer van Sacramento, de hoofdstad van de staat.
De gevangenis heeft als locatie gediend voor een aantal speelfilms, waaronder Riot in Cell Block 11, American Me, Inside the Walls of Folsom Prison en Walk The Line over Johnny Cash.

## Geschiedenis
De gevangenis is de op een na oudste gevangenis van de staat. Met de bouw werd begonnen in 1878 en de officiële opening was twee jaar later. Het was de eerste gevangenis in de wereld met elektriciteit. Tussen 13 december 1895 en 3 december 1937 werden 93 gevangenen geëxecuteerd door middel van ophanging. Hierna werden executies uitgevoerd in de gaskamer van de San Quentin State Prison.
De gevangenis is beroemd geworden door het nummer "Folsom Prison Blues" van Johnny Cash. Het nummer is het fictieve verslag van gevangenschap van een crimineel. Johnny Cash heeft opgetreden in de gevangenis waarbij dit zijn openingsnummer was. Hij heeft zelf nooit gevangengezeten in de Folsom State Prison.
In 1937 werd cipier Clarence Larkin dodelijk verwond bij een uitbraakpoging. Hij is de enige cipier in Californië die tijdens zijn werk is overleden.
Sinds de jaren dertig worden de kentekenplaten van de staat Californië gemaakt in Folsom State Prison. Daarnaast fabriceert de gevangenis ook andere metalen voorwerpen en huisvest er een drukkerij. In de gevangenis is ook een museum met een winkel waar producten worden verkocht die door gevangenen zijn gemaakt.